# 350P/McNaught
350P/McNaught, komet Enckeove vrste